# Princesa Victòria del Regne Unit
|  | Per a altres significats, vegeu «Victòria del Regne Unit». |

Princesa Victòria del Regne Unit (Londres, 6 de juliol de 1868 - Coppins, Iver a Buckinghamshire, 3 de desembre de 1935) Princesa del Regne Unit de la Gran Bretanya i Irlanda per naixement amb el grau d'Altesa Reial. Filla del llavors príncep de Gal·les i després rei Eduard VII del Regne Unit i de la princesa Alexandra de Dinamarca, era per tant neta dels anomenats dos avis d'Europa, la reina Victòria I del Regne Unit i el rei Cristià IX de Dinamarca.
La seva educació anà a càrrec de múltiples tutors i transcorregué idíl·licament als camps de Sandringham i a la mansió londinenca de Malborough House. Al llarg de la seva vida estigué extremadament unida al seu germà i futur rei Jordi V del Regne Unit.

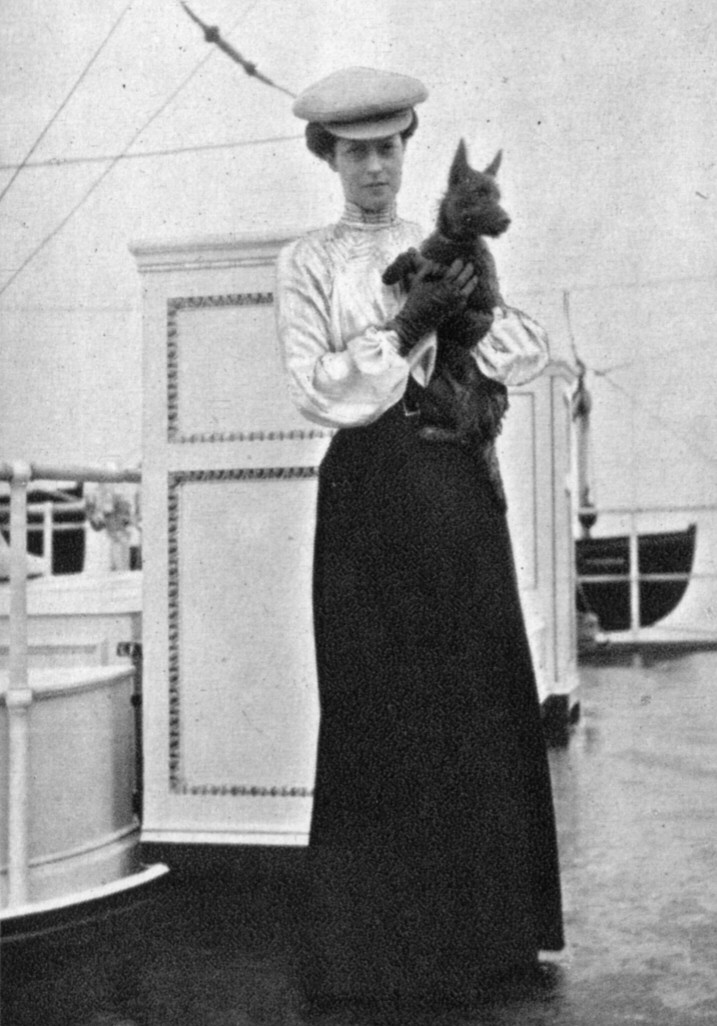
Victòria del Regne Unit amb el seu gos Mac

Malgrat que ella tingué una quantitat considerable de pretendents, sembla que desencoratjada per la seva mare, els rebutjà un darrere l'altre. Inicià una vida centrada a tenir cura de múltiples parents i en especial de la seva mare, a la qual feu companyia fins a la mort d'aquesta l'any 1925. Quan la reina Alexandra morí, ella s'instal·là a la seva casa de camp de Coppins, a la població d'Iver,a Buckinghamshire. Allà desenvolupà un enorme interès per la jardineria arribant a ser presidenta de la Societat d'Horticultura d'Iver.
L'any 1935 morí a Coppins i fou enterrada a Windsor. Un mes després moria el seu germà, el rei Jordi V del Regne Unit, que havia quedat molt afectat per la seva mort. Les seves propietats, inclosa Coppins, passà al seu nebot, Jordi del Regne Unit, duc de Kent.